# Elachista cornuta
Elachista cornuta é uma espécie de insetos lepidópteros, mais especificamente de traças, pertencente à família Elachistidae. Foi descrita por Parenti em 1981. É encontrada no Irã.